# 16 Pułk Artylerii Ciężkiej
16 pułk artylerii ciężkiej (16 pac) – oddział artylerii ciężkiej Wojska Polskiego II Rzeczypospolitej w okresie wojny polsko-bolszewickiej.
Wiosną 1919 przystąpiono do formowania brygad artylerii dla dywizji piechoty. Brygada składała się z dowództwa, pułku artylerii polowej i pułku artylerii ciężkiej (dywizjon trzybateryjny). Drugi dywizjon pułku artylerii ciężkiej przeznaczony był do rezerwy artylerii Naczelnego Dowództwa.
Latem 1920 bateria zapasowa 16 pac stacjonowała w Toruniu.
W celu zapewnienia wsparcia artylerii ogólnego działania, na mocy rozkazu z 31 marca 1920 z oddziałów artylerii Frontu Wołyńskiego sformowana została Grupa Rezerwowa Ciężkiej Artylerii NDWP. W jej skład wszedł między innymi sztab I dywizjonu 16 pac oraz 2 i 3 bateria artylerii.

## Powstanie i działania I dywizjonu
Formowanie
W końcu marca 1919, w L'Ormeau, na bazie zlikwidowanej francuskiej 223 baterii francuskiej, sformowana została polska mieszana bateria wyposażona w dwie 105 mm armaty i dwie 120 mm armaty. Jej obsadę stanowili Polacy – jeńcy z armii austro-węgierskiej. Do służby  zgłosiło się także 45 ochotników–Francuzów. W końcu maja 1919 bateria, wspólnie z innymi oddziałami Armia Hallera, przybyła do Polski i rozlokowała się we Włocławku. W lutym 1920 przemianowana została na 7 baterię 11 pułk artylerii ciężkiej i w jego składzie uczestniczył w przywracaniu Polsce Pomorza Gdańskiego. Stacjonując w Grudziądzu, po raz kolejny zmieniła nazwę i stała się 1 baterią 16 pułku artylerii ciężkiej. Jednocześnie jej 120 mm armaty zastąpione zostały armatami kalibru 105 mm. Dowódcą baterii został por. Jezierski.
W czerwcu, w rejonie Ostrołęki i Różana zaczęto formować baterie pozycyjne. We wrześniu rozwiązano je, a na ich bazie utworzono między innymi 4 baterię 8 pułku artylerii ciężkiej. W marcu 1920 przemianowano ją na 3 baterię 16 pac. Bateria uzbrojona była  w cztery 155 mm haubice. Dowodził nią por. Gruca.
W październiku 1919 bateria zapasowa 3 pułku artylerii cieżkiej z Lublina, sformowała 4 baterię uzbrojoną w cztery francuskie 155 mm haubice. W końcu marca 1920 bateria przemianowana została na 2 bateria 16 pac. Dowódcą został por. Mikucki, a bateria przewieziona została do Torunia.
Walki

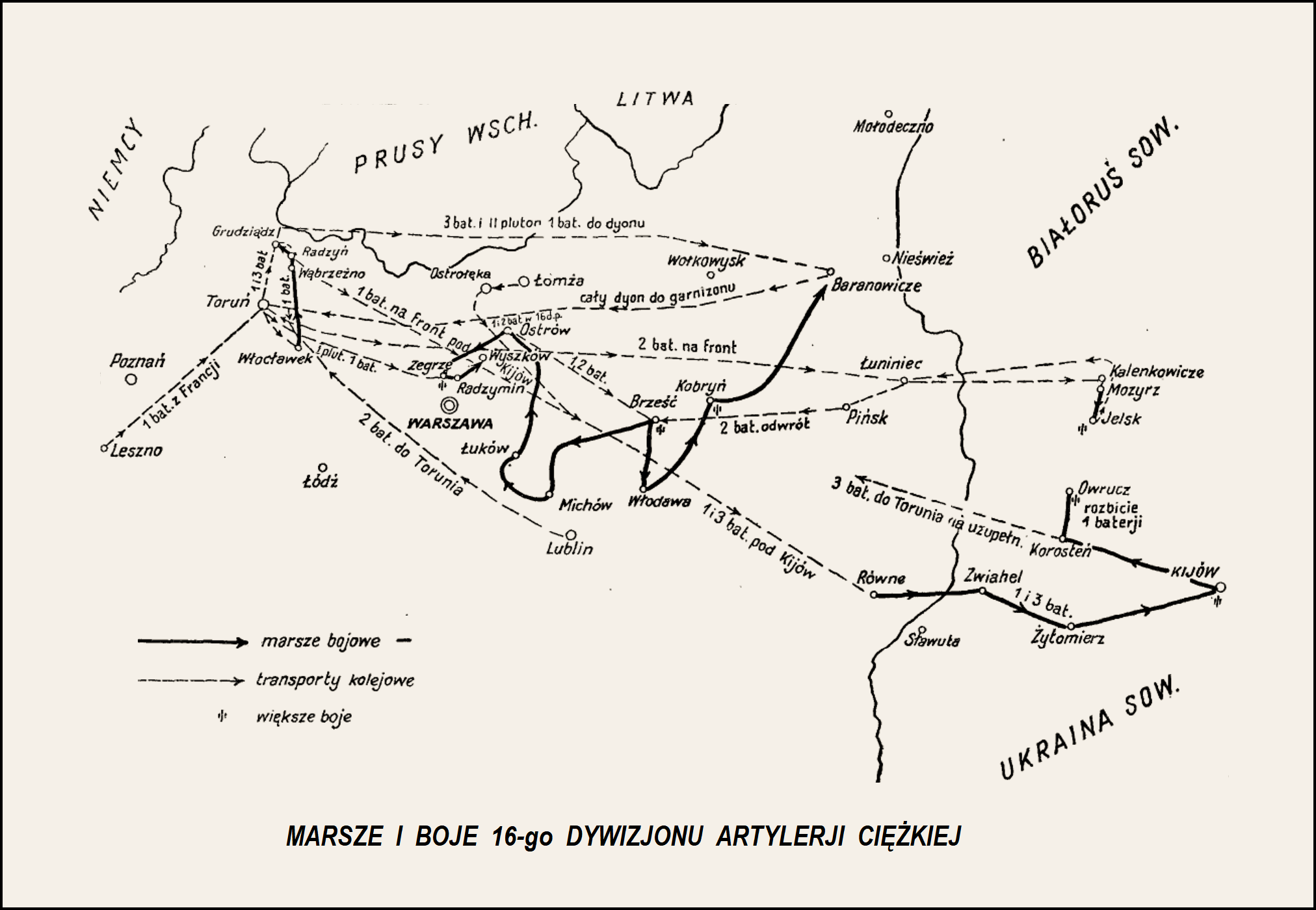
Józef Baran, Zarys historji wojennej 8-go pułku artylerji ciężkiej

W kwietniu 1920 baterie 1. i 3. wyruszyły do Zwiahla. Tam weszły w skład Grupy Artylerii Ciężkiej płk. Aleksandrowicza. Obie uczestniczyły w ofensywie kijowskiej, a 9 maja defilowały w Kijowie przed Naczelnym Wodzem – Józefem Piłsudskim. W końcu maja przystąpiono do organizacji dowództwa dywizjonu. Na jego dowódcę został wyznaczony kpt. Nosowicz.
Podczas obrony przedmościa kijowskiego 1 bateria ostrzeliwała sowieckie statki na Dnieprze, zaś 3 bateria  pociągi pancerne na stacji kolejowej w Boryspolu. W kolejnych dniach obie baterie ostrzeliwały oddziały nieprzyjacielskie zbliżające się do Kijowa, tym samym umożliwiając bezpieczny odwrót własnej piechoty na zachodni brzeg Dniepru.
W związku z przerwaniem się na tyły polskie konarmii Budionnego zarządzony został odwrót z Kijowa.
22 czerwca I/16 pac dotarł do Korostenia, załadował się na transporty kolejowe i wyjechał do Owrucza. Jako pierwszy wyruszył sztab dywizjonu wraz z 1 baterią. Jednak sowiecka kawaleria była szybsza i zajęła miasto. Próba przejechania pod ogniem nieprzyjaciela zakończyła się niepowodzeniem, a wobec znacznej przewagi kpt. Nosowicz nakazał pozostawić sprzęt i wycofać się. Jadąca kolejnym transportem 3 bateria ominęła Owrucz. Ostatecznie została wysłana do Torunia celem reorganizacji.
2 bateria dopiero na początku czerwca dotarła na front w rejon Kalenkowicz. 19 czerwca por. Mikucki zaproponował umieszczenie dwóch 155 mm haubic na lorach kolejowych. W ten sposób powstał improwizowany pociąg pancerny „Grzmot”, który działał aż do Łunińca, czyli do końca torów o „normalnym rozstawie”. Następnie  bateria walczyła w obronie Pińska i Brześcia. W połowie sierpnia dołączyła do macierzystej 16 Dywizji Piechoty w okolicach Łukawca.
Na zapleczu przystąpiono do odtwarzania 1 baterii.  Już 1 sierpnia jej I pluton odjechał do Zegrza, z zadaniem obrony tamtejszych przepraw. Pluton obezwładniał też sztaby i tyły wojsk sowieckich w rejonie miasta.
Natomiast jej II pluton wraz z 3 baterią został skierowany do obrony Grudziądza. 
Tymczasem 2 bateria uczestniczyła w pościgu za rozbitym przeciwnikiem w ramach kontrofensywy znad Wieprza. Pierwszą walkę stoczono w rejonie Broszkowa. Wzięto do niewoli 70 jeńców oraz zdobyto 1 ckm. 22 sierpnia bateria została skierowana do Ostrowi Mazowieckiej, gdzie dołączyła do 1 baterii.
W czasie walk rozwiązano 16 pułk artylerii ciężkiej i utworzono samodzielny 16 dywizjon artylerii ciężkiej. W jego skład weszły trzy baterie dotychczasowego I/16 pac.
We wrześniu dywizjon przeszedł do rejonu Włodawy, skąd ruszył na front w kierunku Kobrynia. Działając wówczas bez 3 baterii, toczył liczne walki na linii Muchawca i Kanału Królewskiego. Pod Horodcem I/ 1 baterii skutecznie zwalczał bolszewicką artylerię i pociągi pancerne, a 2 bateria w znaczący sposób przyczyniła się do odbicia Małoryty. 23 września w rejonie Horodca przeciwnik został doszczętnie rozbity. Była to ostatnia walka 16 dywizjonu artylerii ciężkiej. Po podpisaniu rozejmu dywizjon skierowany został na odpoczynek do rejonu Baranowicz.
Pod koniec grudnia dywizjon powrócił do Torunia. Tu rozwiązano 3 baterię. W jej miejsce w 1921 została przydzielona bateria 155 mm haubic z grupy szkolnej.

## Żołnierze pułku /dywizjonu
| Stanowisko        | Stopień, imię i nazwisko | Okres        | Uwagi          |
| ----------------- | ------------------------ | ------------ | -------------- |
| dowódca dywizjonu | kpt. Nosowicz            | był V 1920   |                |
| dowódca dywizjonu | mjr Brodziński           | był X 1920   |                |
| dowódca 1 baterii | por. Jezierski           | był II 1920  |                |
| oficer            | ppor. Groblewski         | VI 1920      | † pod Owruczem |
| dowódca 2 baterii | por. Mikucki             | był III 1920 |                |
| dowódca 3 baterii | por. Gruca               | był III 1920 |                |